# 301021 Sofiarodriguez
301021 Sofiarodriguez este o planetă minoră (asteroid) din Inner Main Belt⁠(d). A fost descoperită pe 23 septembrie 2008 la Table Mountain Observatory⁠(d) de James Whitney Young⁠(d). 
Obiectul prezintă o orbită caracterizată de o semiaxă mare de 2,2318760233939 UAi, o excentricitate de 0,13, o înclinație de 7,1 ° în raport cu ecliptica.